# George Grant MacCurdy

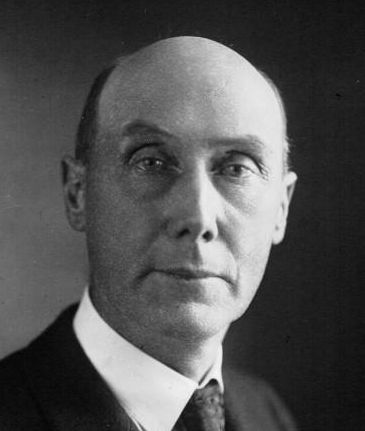

George Grant Macdonald (17 de abril de 1863 - 15 de noviembre de 1947) fue un arqueólogo y antropólogo estadounidense, nacido en Warrensburg, Mo., donde se graduó en la Universidad de Misuri en 1887, después de lo cual estudió en la Universidad de Harvard de la que obtuvo su grado, primero de bachiller y después de maestría en 1894.
Más tarde continuó sus estudios de antropología en Europa, en Viena, París y Berlín, de 1894 a 1898. Finalmente alcanzó el nivel doctoral en la Universidad de Yale en 1905.  A partir de entonces trabajó para esta última universidad como catedrático, conferencista y curador de colecciones antropológicas del museo universitario. A partir de 1910 fue profesor de arqueología también. Se distinguió por sus trabajos sobre las civilizaciones mesoamericanas sobre las que escribió varios libros. Fue un miembro distinguido de la American Anthropological Association y escribió numerosos artículos para la revista American Anthropologist, de la cual fue uno de los fundadores en 1899.

## Obra
(en inglés)
- Obsidian razor of the Aztecs (1900)
- The Eolithic Problem (1905)
- Some Phases of Prehistoric Archœology (1907)
- Recent Discoveries Bearing on the Antiquity of Man in Europe (1910)
- A Study of Chiriquian Antiquities (1911)
- Review of Mayan Art (1913)
- Human Skulls from Gazelle Peninsula (1914)